# Nicolás Francés
Nicolás Francés (fl. 1434-1468) est un peintre et miniaturiste de style gothique international actif à León où il travaille continuellement au service de son chapitre cathédral.

## Biographie et œuvre
D'origine bourguignonne, il est documenté à León avant 1434 et jusqu'en mai 1468, date de sa mort. Dans la chronique du Paso honroso (es) (« passage d'honneur ») qu'a effectué le chevalier Suero de Quiñones (es) sur le pont de la rivière Órbigo se trouvent les premières nouvelles qui nous sont parvenues du « Maestre Nicolao Francés », que la chronique appelle le « peintre du retable riche » de l'église de Santa María de la Regla, cathédrale de León, qui aurait été achevée aux dates du défi, quinze jours avant et quinze jours après le 25 juillet 1434. Un an plus tard, il est rapporté qu'il a établi sa résidence avec son épouse Juana Martínez dans la rue de los Cardiles, dans une maison appartenant à la mairie, où, selon la visite effectuée en 1461, le peintre a réalisé d'importants travaux d'agrandissement. Elle possède une cuisine avec une cave, un enclos, un puits, une écurie et un grenier à foin, peut-être parce qu'il possède des propriétés agricoles, même si le portail, qu'un voisin a l'obligation de réparer, est en état de ruine.

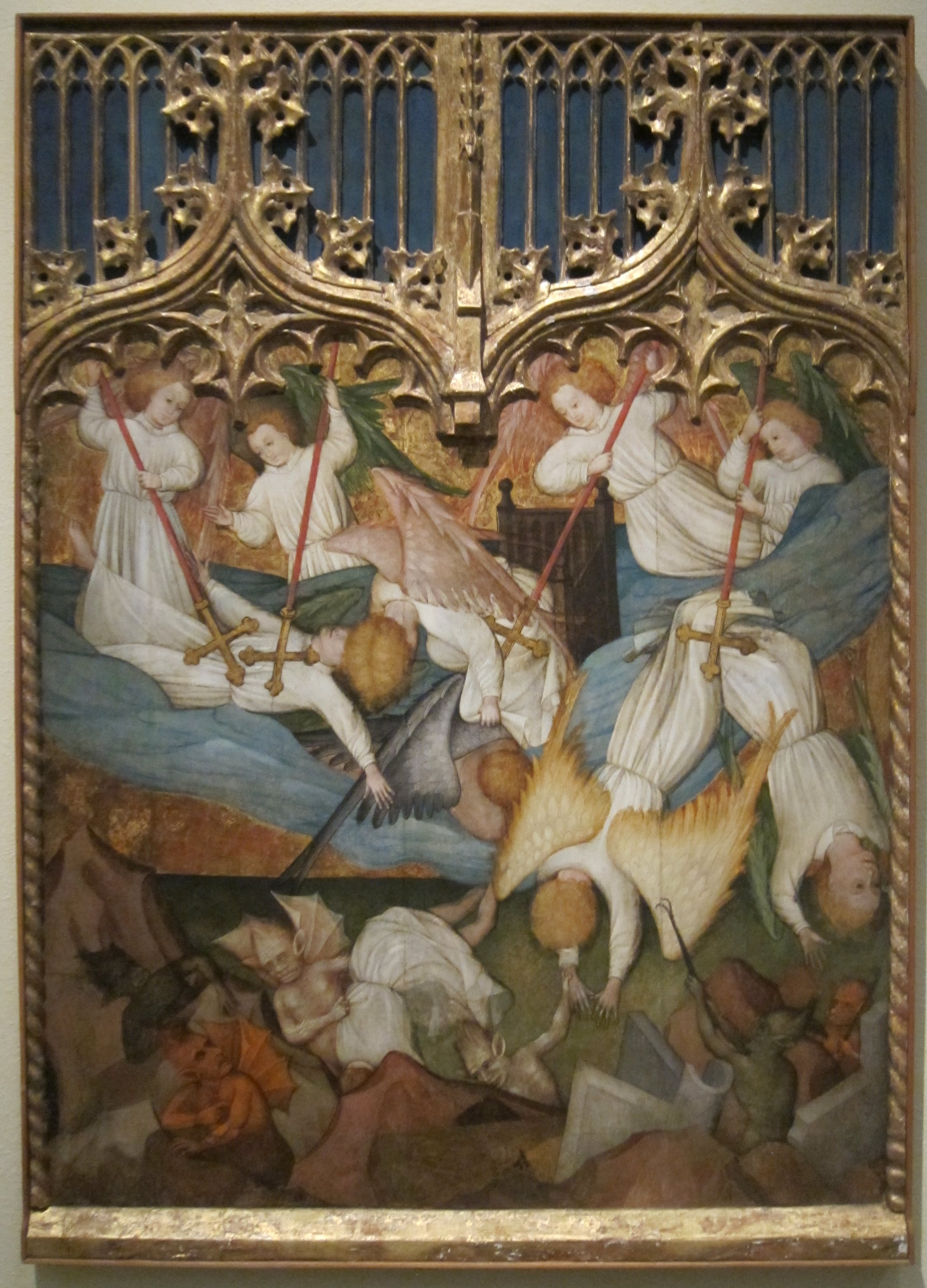
La Chute des anges, tempera sur panneau (vers 1440, Cincinnati Art Museum).

De l'ancien retable de la cathédrale de Léon, composé de plus d'une centaine de panneaux, démonté après avoir été remplacé en 1740 par un autre retable baroque, il ne reste que cinq des dix-huit scènes principales, encastrées dans l'actuel retable néo-mudéjar, et vingt d'entre elles. les tables plus petites qui occupaient les intercales, réutilisées dans la chaire épiscopale du même presbytère. Les motifs représentés, avec une forte charge anecdotique caractéristique du peintre et un contenu symbolique, correspondent à des scènes de la vie de Froilán de León (es), évêque de León, et de la Vierge Marie, avec l'invention du corps de Santiago dans le grenier. Sont également caractéristiques les couleurs vives qui animent les panneaux, ce qui en fait, selon Sánchez Cantón, le premier peintre à utiliser la technique de la peinture à l'huile en Castille, après le séjour de Jan van Eyck, bien qu'il s'agisse à proprement parler d'une peinture. tempera avec glaçages à l'huile.
Il travaille continuellement au service du chapitre, comme en témoigne un document de 1445, où il est écrit qu'il est devenu très nécessaire aux travaux de la cathédrale. En 1452, le chapitre de la cathédrale lui commande une peinture murale du Jugement dernier au pied du temple, détruit au début du XIXe siècle en raison des nus qu'il contenait. Au cours de sa préparation, il se rend à Salamanque pour étudier la fresque du Jugement peinte quelques années plus tôt par Nicolás Delli (es) dans la vieille cathédrale.
En 1459, il commence la décoration du cloître, commandée dix ans plus tôt, pour laquelle il crée un cycle de trente et une peintures murales à thèmes évangéliques, dont vingt-neuf sont arrivées en mauvais état de conservation. Les livres de l'Usine et des Revenus de la cathédrale documentent de nombreuses autres commandes de nature diverse, depuis la fourniture du carton pour la création des vitraux de la chapelle de San Fabián et San Sebastián (actuellement Santa Teresa), où les peintures correspondent également à des peintures murales datées de 1459, la dorure des orgues, le nettoyage d'une sculpture de la Vierge ou encore la peinture d'une bannière. Dans la même cathédrale, on lui attribue également les peintures du transautel, ainsi que quelques autres peintures murales des chapelles absidales et les traces des vitraux de la porte Virgen del Dado.

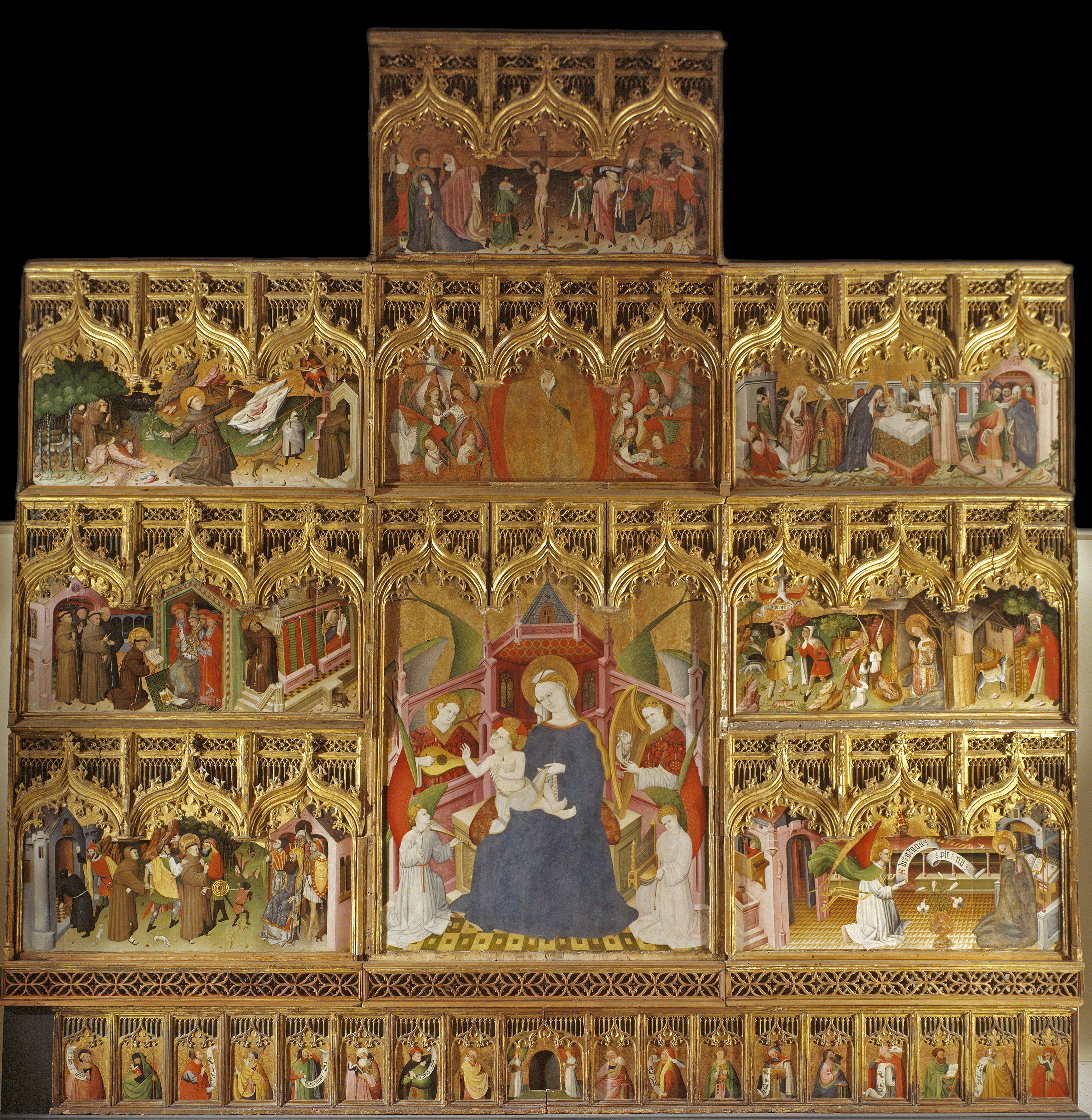
Retable de la vie de la Vierge et de saint François, vers 1445-1460, détrempe et huile sur panneau, Madrid, musée du Prado.

Les peintures documentées du retable de la cathédrale, ainsi qu'un dessin de la Nativité, vraisemblablement signé d'un « N », dans un hymne de la collégiale de Saint-Isidore, ont permis de définir son style pictural, qui allie clarté italienne et détaillisme flamand, et lui attribuant quelques autres œuvres, parmi lesquelles se distingue le Retable de la Vie de la Vierge et de Saint François (Musée du Prado), de la chapelle de la ferme Esteva de las Delicias à proximité de La Bañeza. Acquis par l'État entre 1930 et 1932, le retable, peut-être peint pour un couvent franciscain inconnu, est composé de neuf grands panneaux répartis en trois rues et trois travées, avec la Vierge à l'Enfant trônant entre des anges sur le panneau central, des scènes de la vie de saint François d'Assise à gauche et de la Vierge à droite, le Calvaire dans le grenier et seize petites tables sur le banc avec des apôtres et des prophètes mêlés dans un « double évangile ».
Un retable de saint Jérôme appartenant à la Galerie nationale d'Irlande de Dublin et les panneaux d'un éventuel retable dédié à saint Michel conservés par le Nationalmuseum de Stockholm lui sont attribués. De plus, le retable de la chapelle du comptable López de Saldaña dans le monastère de Sainte-Claire de Tordesillas (es) lui a été attribué comme une « première œuvre », y compris le travail de sculpture à forte saveur nordique et l'œuvre probablement importée.